# Pantherodes
Pantherodes là một chi bướm đêm thuộc họ Geometridae.